# アムステルダム自由大学

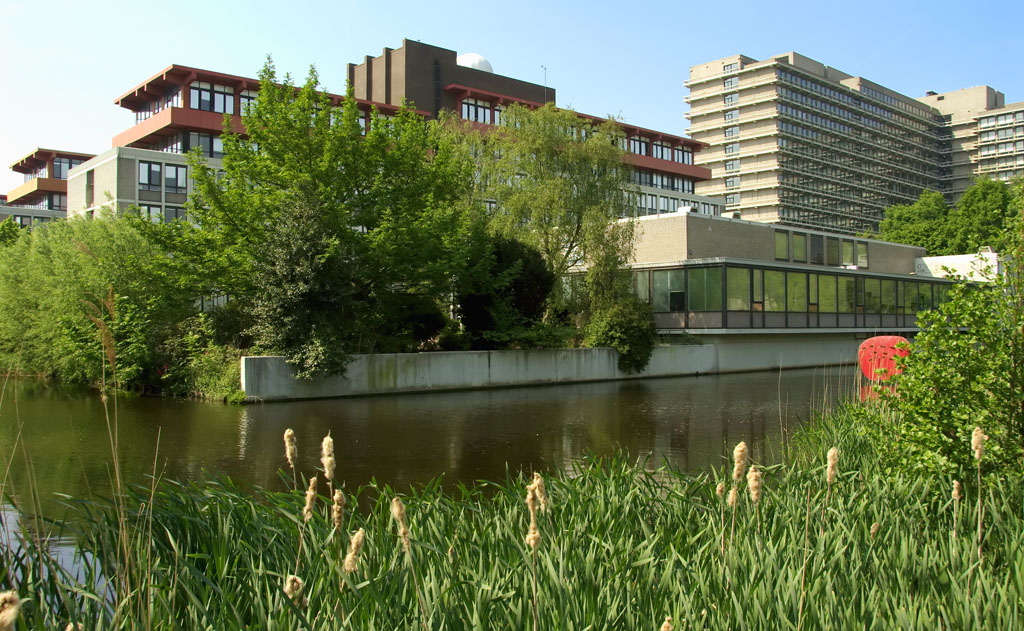
大学キャンパス

アムステルダム自由大学（アムステルダムじゆうだいがく、Vrije Universiteit Amsterdamまたは省略形VU）はオランダのアムステルダムにある総合大学。大学は隣接しているアムステルダム自由大学医療センター（VUmc）も運営している。学生数約20000人、教職員数約2200人である。なお、アムステルダム大学とはまったく別の組織である。

## 歴史
1880年、アブラハム・カイパーらによって創立された。

## 学部
法学部、経済学部、社会科学部、哲学部、心理学部、芸術学部、神学部、地球科学部、理学部、医学部、歯学部、スポーツ科学部の12の学部から構成されている。

## 中国新疆ウイグル自治区における人権弾圧否定問題
2022年1月20日、学内機関「異文化人権センター」が中国から受け取ってきた補助金を差し止めると発表した。「異文化人権センター」のウェブサイトが、新疆ウイグル自治区の人権状況について、「西側で報告されるような、ひどい状況ではなかった。ウイグル族への差別は全くなかった」と発信するなど新疆ウイグル自治区の人権弾圧を否定する情報を発信したことが理由である。「異文化人権センター」のトム・ズワルト事務局長は、「（民主主義について）米欧の政治家に定義させてはならない。人権は政治の道具にされてきた」と欧米の中国批判に反論、NOSのインタビューで中国共産党の主張と同じではないかと問われ、「単なる偶然」と回答するなど中国擁護を繰り返している。ダイクグラーフ教育・文化・科学大臣は、「大きな衝撃を受けた。研究機関が外国から好ましくない影響を受けてはならない。特に人権問題では、警戒が必要だ」と語っている。

## 交通アクセス
- オランダ鉄道 アムステルダム南駅より徒歩20分（約1.5km）
- トラム5系統、メトロ51系統 de Boelelaan VU駅前
- 高速道路A10 Oud Zuid出口

## 著名な教員
- アブラハム・カイパー - 神学者・政治家、アムステルダム自由大学の創始者、第24代オランダ王国首相
- アンドリュー・タネンバウム - コンピュータ科学者、MINIX開発者
- ヘルマン・バーフィンク - 神学者
- 太田浩一 - 数学者
- ヤン・ペーター・バルケネンデ - 政治家

## 著名な出身者
- ヘリット・コルネーリス・ベルカウワー - 神学者
- クラス・ルーニア（英語版） - 神学者
- ニコラース・ホーバート・ド・ブラン - 数学者
- ヤン・ペーター・バルケネンデ - 政治家
- ピム・フォルタイン - 政治家
- ワーナー・ヴォゲルス - コンピュータ技術者、Amazon.com最高技術責任者
- 稲垣久和 - 神学者、東京基督教大学教授
- 磯崎康彦 - 美術史家、福島大学名誉教授
- 有賀寿 - 牧師